# Madonna University
Madonna University – niezależny katolicki uniwersytet w stanie Michigan, USA. Założony w 1937 roku przez Felicjanki. Uniwersytet prowadzi studia na kierunku artes liberales.

## Historia
Założona przez Siostry Felicjanki, uczelnia oferuje ponad 100 kierunków z zakresu psychologii klinicznej, biznesu, wymiaru sprawiedliwości, edukacji, historii i opieki społecznej. W 2003 roku kolegium uniwersytetu stał się założony w 1885 roku przez Józefa Dąbrowskiego, Saint Mary's College.